# Соната для скрипки і фортепіано № 10 (Бетховен)
Соната № 10 для скрипки і фортепіано, Соль мажор, op. 96 Людвіга ван Бетховена — остання скрипкова соната Бетховена, написана 1812 року та присвячена Ерцгерцогу Рудольфу. Складається з чотирьох частин:
1. Allegro moderato
2. Adagio espressivo
3. Scherzo: Allegro
4. Poco allegretto

Триває близько 27 хвилин.